# Melanactes piceus
Melanactes piceus là một loài bọ cánh cứng trong họ Elateridae. Loài này được DeGeer miêu tả khoa học năm 1774.